# Teun Wilke
Teun Sebastián Ángel Wilke Braams (Santiago de Querétaro, 14 maart 2002) is een Mexicaans-Nederlands voetballer die in het seizoen 2022/23 door SPAL wordt uitgeleend aan Cercle Brugge.

## Carrière
Wilke werd geboren in Mexico, waar hij tot zijn zestiende woonde. In 2018 ruilde hij de jeugdopleiding van Querétaro FC voor die van sc Heerenveen. In 2021 verhuisde hij naar SPAL.
Op 20 augustus 2022 kondigde Cercle Brugge aan dat het Wilke op huurbasis had aangetrokken voor Jong Cercle Brugge, het beloftenelftal van de vereniging in de Tweede afdeling. Zijn officiële debuut voor groen-zwart maakte hij echter in het eerste elftal van de club: op 27 augustus 2022 liet Dominik Thalhammer, de trainer van het eerste elftal, hem in de competitiewedstrijd tegen Zulte Waregem (1-1-gelijkspel) hem in de 85e minuut invallen voor Ayase Ueda. Uiteindelijk kwam hij toch voornamelijk in actie voor Jong Cercle: na drie korte invalbeurten in de Jupiler Pro League kwam hij enkel nog in actie in de Tweede afdeling. Daar was hij in dertien wedstrijden goed voor elf goals. Vier van die elf goals scoorde hij in de eindronde voor promotie: in de 0-4-zege tegen SC City Pirates Antwerpen in de eerste ronde scoorde hij een hattrick, in de halve finale opende hij de score in de 1-4-zege tegen Sporting Hasselt. In zijn mogelijke afscheidswedstrijd slaagde Wilke er niet in om Jong Cercle naar Eerste nationale te loodsen: Young Reds won de finale en vermeed zo de degradatie naar de Tweede afdeling.